# Živi in mrtvi bratje
Marko Kremžar je dramo objavil leta 1987 v reviji Meddobju

## Osebe
- MRTVI:
  - Oče Blaž, kmet iz Razvodja
  - Aleš, njegov sin, podčastnik postojanke na Razvodju
  - Janez, neki brat, umrl na dolgo nepojasnjen način
- ŽIVI:
  - Rudi, bivši župan v Razvodju, zdaj begunec v Buenos Airesu
  - Tomaž, njegov brat, nekoč poveljnik domobrancev na Razvodju
  - Mira, županova hči, nekoč zaročena z Alešem
  - Vanda, Blaževa hči  in Aleševa sestra, v tujino je odšla z bratovo zaročenko, živi pri nji
  - Ana, dekle, ki naj bi reševalo
  - Vili, fant, ki si zgodovino predstavlja po svoje
  - Gregor, tujec, ki se je povabil sam

## Povzetek
Godi se v Buenos Airesu v domu za begunce, deset let po koncu vojne in revolucije.

### 1. dejanje
Družina slovenskih političnih emigrantov v Buenos Airesu se odpravlja na prireditev ob desetletnici pomora domobrancev. Aleševa zaročenka Vanda se upira »brskanju po preteklosti«, hoče se osvoboditi, hoče živeti. Tudi Tomaž doživlja, kot da se vrti v krogu, ujet v past preteklosti; v pogovoru z Ano bridko izpove, da gre čas prek njih, da jih odriva med čudake. Ana hoče s Tomažem začeti novo življenje, se izmakniti verigi minulih dogodkov. - Pride Vili, površen užitkarski novinar, rad bi s Tomažem naredil intervju za odbor za zbiranje zgodovinskega gradiva. Spremlja ga skrivnostni Gregor, da bi pogovor posnel na magnetofon. Hoče odkriti resnico: dejstva in okoliščine, kakršne so bile, zanima ga predvsem potek boja v Goli Dragi - Tomaž je edina živa priča tistih dogodkov, ki so tesno povezani s problemom izdaje in s smrtjo Vandinega očeta. Tomaž se upira, češ da resnica ne bo nikogar osrečila, a končno le pristane na pogovor.

### 2. dejanje
Stvar se zamotava. Vanda iz pogovora zaključi, da je bil izdajalec sam Tomaž, razočarana in besna odide z Vilijem v kino. Šele tedaj Tomaž Gregorju razkrije, da je izdajal Vandin oče, stari Lokar. Tačas se Vanda otrese prepodjetnega Vilija, polna je dvomov in obžalovanja, da je tako na hitro obsodila strica; vrne se in Gregor ji kljub ugovorom Ane in Tomaža zavrti trak s Tomaževo izpovedjo. Vanda ne more verjeti v očetovo krivdo, toda Tomaž pove, da ga je sam videl pri sestanku z nekim partizanom. Na partizana da je streljal in ga ranil, toda ubil ga je strel, ki je padel iz goščave; pri tem so se Lokarjevi konji splašili, prevrnili voz in Lokar je obležal z zlomljenim tilnikom.
No to resnico izpove Ana svojo: ubiti partizan je bil njen zaročenec Janez; razočaral se je bil nad partizanstvom in se je na Anino prošnjo dogovarjal z Lokarjem, da mu pomaga pri prebegu. Ana in Janez sta sklenila, da se bosta umaknila v Italijo in živela le drug za drugega. Zavlada tragično vzdušje: Vanda obsodi Ano in Janeza, da sta zaradi zasebne sreče pahnila v smrt njenega očeta, Ana, ki je šele zdaj zvedela, da je Tomaž streljal na njenega Janeza, prekine s Tomažem vse vezi. Zadovoljen je le Gregor, s tem, da je porušil mir v družini, je dosegel svoj namen. Hoče oditi, toda Tomaž ga zadrži, zahteva pojasnilo.

### 3. dejanje
Gregor je Janezov brat. Tisti strel, ki je Janeza ubil, je bil njegov - brata je hotel rešiti pred sramoto dezerterstva, čeprav za ceno lastnega trpljenja. Zdaj hoče, naj trpijo tudi drugi. Tomaž mu očita, da je reševal s kroglo, zdaj bi rad ubijal še z besedo. Tedaj plane vmes Vanda; po nekaterih Gregorjevih besedah je odkrila, da je Gregor morilec njenega brata Aleša, požene se vanj z nožem, da bi se maščevala, toda Tomaž jo zadrži: dovolj je bilo krvi, treba je vztrajati pri ljubezni, ne pri maščevanju. Vanda zlomljeno odide, Gregor pa zabode Tomažu pod kozo še en trn: izdajal da je Tomažev brat Rudi, do bi rešil svoje in Tomaževo življenje. - S tem je Gregor dopolnil svoje maščevanje, predal je ogenj, ki ga je zrl vsa ta leta, zdaj pa je v njem vse tiho, prazno, čaka ga le še smrt, morda si bo pomagal tako, kakor je Janezu ... Tomaž ostane sam, poln dvomov, v silovitem naporu, da bi prišel do resnice; spozna, da se njegov pravi boj šele začenja: boj za resnico, skrito za ukanami, potvorbami, lažnim videzom ...To je dolžan živim in mrtvim bratom, vendar...kdo je brat?